# Cabañas Raras
Cabañas Raras és un municipi de la província de Lleó, a la comunitat autònoma de Castella i Lleó.

## Demografia
| 1991 | 1996 | 2001 | 2004 |
| ---- | ---- | ---- | ---- |
| 1368 | 1305 | 1302 | 1213 |